# EligoVision
ООО «EligoVision» (ЭлигоВижн) — российская компания, занимающаяся разработками в области интерактивной 3D визуализации, созданием систем виртуальной и дополненной реальности а также специализированных устройств управления такими системами.
C сентября 2013 г. компания является резидентом ИТ-кластера Инновационного Центра «Сколково».

## История
Компания основана в 2005 году кандидатом физико-математических наук Сергеем Владимировичем Матвеевым. До этого Матвеев в течение 5 лет вёл исследовательскую работу во Фраунгоферовском институте Медиа Коммуникаций (FhG), Германия, где выступал в роли координатора международных проектов в области виртуальной реальности.

## Направления деятельности и разработки
Компания специализируется на создании и техническом обеспечении интерактивных трехмерных презентаций. Данный вид презентаций находит применение в бизнесе как разновидность мультимедийной презентации. Характерная черта всех презентаций, разрабатываемых компанией EligoVision, — возможность передвижения в виртуальном мире 3D презентации и взаимодействия с ним в реальном времени презентации.
За восемь лет своего существования компанией были созданы интерактивные системы 3D визуализации, основанные на технологиях оптического трекинга, очкового и безочкового стереоскопического изображения. Запатентованы разработки в области интерактивных 3D устройств и программного обеспечения,,,.
Разработки:
- Технология оптического трекинга, основанная на использовании только одной камеры, которая одновременно снимает и координаты объекта в пространстве, и его ориентацию (3 координаты и 2 угла). Реализована в виде специально разработанного беспроводного интерактивного устройства 3D Пойнтер[5], позволяющего свободно управлять объемными трехмерными мирами, находясь на удалении от дисплеев. Устройство производится компанией EligoVision и имеет несколько модификаций для различных типов пользователей.
- Собственный движок для программирования интерактивного контентного наполнения систем виртуальной реальности — EV Environment, созданный на базе открытых программных библиотек OpenGL и OpenGL SDK.
- Технология для получения динамического автостереоскопического изображения на базе безочковых 3D дисплеев — «динамическая карта глубины»[6] . В процессе управления 3D приложением в реальном времени она позволяет сохранить качественный стереоскопический эффект вне зависимости от общей глубины сцены. Это достигается путём вычисления в реальном времени динамически меняющейся локальной глубины сцены.
- Собственная система визуальных идентификаторов виртуальных 2D и 3D моделей — технология дополненной реальности «живые 3D метки»[7]. Реализовано два направления в алгоритме распознавания маркеров дополненной реальности: на маркерной и на безмаркерной основе.
- Интерактивная студия дополненной реальности — AR студия[8] — система несколько камер разного стандарта, откалиброванных между собой по специальной схеме. Цель создания AR студии — решение проблемы ограничения области взаимодействия для меток дополненной реальности во время презентаций для больших аудиторий.
- Приложения дополненной реальности для мобильных устройств (iOS и Android). Весной 2012 г. было выпущено первое приложение на «живой 3D метке» под названием «AR спутник»[9] для Android ОС.
- Инструментарий для создания проектов на базе технологии дополненной реальности — EV Toolbox[10]. Первое российское пакетное программное решение с широким набором функциональных возможностей, которое позволяет создавать проекты дополненной реальности различной степени сложности в зависимости от типа приобретенной лицензии. На март 2014 выпущено два типа лицензий: бесплатная пробная версия EV Toolbox Trial (срок действия — 30 дней) и платная версия — EV Toolbox Standard (срок действия различный).

## Реализованные проекты
Начиная с 2008 года технологии использовались в различных выставочных презентациях, в частности компаниями Вертолеты России, Лукойл, Российские космические системы, МОЭСК, Autodesk, Норильский Никель, Сатурн, РМОУ и другие.
Также решения EligoVision использовались при оформлении обложек журналов XXL, Xakep, ComputerBild, Автомир.

## СМИ о проекте
- Расширение реальности, журнал InAVate (январь-февраль 2008 г., стр.38-40)
- Виртуальный мир ГЛОНАСС, журнал InAVate (август-октябрь 2009 г., стр.30)[неавторитетный источник]
- Виртуальный 3D симулятор военных действий на базе «живых 3D меток» Журнал InAVate
- Смешать, но не взбалтывать, журнал InAVate (март-апрель 2010 г., стр. 6-10)
- Волшебная 3-D палочка. Made in Russia.Дорого Репортаж о компании EligoVision и технологии дополненной реальности на канале CnewsTV (21.07.2010 г.)
- Глубокое просвещение, журнал «Секрет Фирмы» № 6 (298) от 07.06.2010
- Путешествия внутри компьютера в дополненной реальности, портал Mir3D (15.10.2010)
- Неутомимый робот для журнала «Хакер», портал Mir3D, (20.10.2010)[неавторитетный источник]
- Ми-34 в дополненной реальности, портал Mir3D, (27.10.2010)[неавторитетный источник]
- Дополненная реальность в образовании: интервью с EligoVision, ARNext. Всё о дополненной реальности (28.02.2013)
- Трудно быть Богом, журнал Forbes (июнь 2013 г.)
- Дополненная реальность, программа Инноград (январь 2014 г.)